# Ernst von Hammerstein-Loxten
Ernst Georg Freiherr von Hammerstein-Loxten (Loxten, 2 oktober 1827 - aldaar, 5 juni 1914) was een ambtenaar en politicus, eerst in dienst van het Koningshuis van Hannover, later in Pruisen. 
Van 1894 tot 1901 was hij Pruisisch minister van Landbouw.
Hij wordt gezien als een conservatief politicus, die de belangen van de grootgrondbezitters behartigde. Hij ijverde tevergeefs voor het in 1901 reeds graven van het Mittellandkanaal, dat pas 15 jaar na zijn aftreden gereedkwam.
Naar hem is een in het Rijnland verbouwd appelras genoemd.
- Gemeinsame Normdatei: 117494194
- International Standard Name Identifier: 0000 0000 2055 8627
- Virtual International Authority File: 18001449
- WorldCat: E39PBJfCB9RvTtmHghWBB9g9Xd